# Lilu
Lilu är en by (estniska: küla) i Tartu kommun i landskapet Tartumaa i östra Estland. Byn ligger vid Riksväg 3 (Europaväg 264), 25 kilometer norrut från staden Tartu.
Före kommunreformen 2017 hörde byn till dåvarande Tabivere kommun i landskapet Jõgevamaa.